# Клічова
Клічова (рум. Cliciova) — село у повіті Тіміш в Румунії. Входить до складу комуни Бетгаузен.
Село розташоване на відстані 357 км на північний захід від Бухареста, 56 км на схід від Тімішоари.

## Населення
За даними перепису населення 2002 року у селі проживали 479 осіб.
Національний склад населення села:
| Національність | Кількість осіб | Відсоток |
| -------------- | -------------- | -------- |
| румуни         | 435            | 90,8%    |
| українці       | 35             | 7,3%     |
| угорці         | 5              | 1,0%     |

Рідною мовою назвали:
| Мова       | Кількість осіб | Відсоток |
| ---------- | -------------- | -------- |
| румунська  | 439            | 91,6%    |
| українська | 34             | 7,1%     |